# Église Saint-Nicolas de Voganj
Pour les articles homonymes, voir Église Saint-Nicolas.
L'église Saint-Nicolas de Voganj (en serbe cyrillique : Српска православна црква Светог Николе у Вогњу ; en serbe latin : Srpska pravoslavna crkva Svetog Nikole u Vognju) est une église orthodoxe serbe située dans le village de Voganj en Serbie, dans la municipalité de Ruma et dans la province de Voïvodine. Construite entre 1740 et 1760, elle est inscrite sur la liste des monuments culturels de grande importance de la république de Serbie (identifiant no SK 1299).

## Présentation
L'église Saint-Nicolas a été construite au milieu du XVIIIe siècle et fait partie des édifices religieux baroques de la région de Syrmie. Elle est constituée d'une nef unique prolongée par une abside demi-circulaire et est surmontée à l'ouest d'un clocher à base carrée. La façade est ornée de pilastres et de niches aveugles. 